# 大理石の男
『大理石の男』（だいりせきのおとこ、原題：Człowiek z marmuru）は、1977年のポーランド映画。「抹殺」された労働英雄の男性と、その事績を発掘しようとする若い世代を描く。ポーランド国内では1977年2月25日に公開され、3か月で270万人を動員した。映画は2年間の海外上映禁止処分を受けたが、1978年の第31回カンヌ国際映画祭でポーランド当局に無断でスニークプレビューされ、国際映画批評家連盟賞を受賞した。本作の主役と労働英雄の息子を主人公に、1981年に続編として『鉄の男』が製作され、こちらは同年の第34回カンヌ国際映画祭でパルム・ドールを受賞した。

## ストーリー
ワルシャワの放送局。卒業映画の制作に燃える映画学校の女生徒アグニェシカは、1950年代の労働英雄をテーマに決め、博物館の倉庫でかつての労働英雄ビルクートの彫像を発見する。彼の当時の状況やその後を知ろうと関係者への聞き込みを行うことで物語は展開する。
関係者から出たビルクートの話は、彼が1950年代のイデオロギーによって労働者の英雄として振りまわされた悲劇や、同僚をかばったがために刑務所へ送られ、妻とも別れさせられたという事実であった。しかし、アグニェシカがそれらの状況を探ることで政府からにらまれることを忌避する上司は、ビルクート本人を見つけられなかったことを理由に撮影の中止を命じる。アグニェシカは失望するも父親の、カメラがなくても本人を見つけるべきだとの言葉に励まされ、造船所に通勤するビルクートの息子・マチェックに会う。マチェックは父親が死んだことを告げるが、彼女を認め、共にワルシャワの放送局を進むのだった。

## スタッフ
- 監督：アンジェイ・ワイダ
- 製作：バルバラ・ペツ・シレシツカ
- 脚本：アレクサンドル・シチボル・リルスキ
- 撮影：エドワルド・クウォシンスキ
- 音楽：アンジェイ・コジンスキ
- 美術：アラン・スタルスキ

## キャスト
- イエジー・ラジヴィオヴィッチ：マテウシ・ビルクート/その息子マチェック
- クリスティナ・ヤンダ：アグニェシカ
- タデウシ・ウォムニツキ：ブルスキ、映画監督
- ヤツェク・ウォムニツキ：青年時代のブルスキ
- ミハウ・タルコフスキ：ヴィンチェンティ・ヴィテク
- ピョートル・チェシラク：ミハラク
- ヴィエスワフ・ヴィチク：ヨドワ、書記
- クリスティナ・ザフヴァトヴィッチ：ハンカ・トムチク
- マグダ・テレサ・ヴイチク：編集者
- ボグスワフ・ソプチュク：テレビ局の編成係
- レオナルド・ザヨンチコフスキ：レオナルド・ブリボス、カメラマン
- イレナ・ラスコフスカ：博物館員
- スジスワフ・ラスコフスカ：アグネシカの父親
  - 吹き替え版初回放映：1985年8月29日 日本テレビ『夏休み世界名作映画』0:55-3:25

## 受賞
- 1977年：ポーランド映画賞批評家賞
- 1978年：カンヌ映画祭国際批評家連盟賞
- 1979年：ブリュッセル映画祭男優賞
- 1979年：ベオグラード映画祭男優賞
- 1980年：カタルーニャ映画祭審査員特別賞